# كارستن فينجر
كارستن فينجر (بالألمانية: Karsten Finger)‏ هو مجدف ألماني، ولد في 28 يناير 1970 في برلين في ألمانيا.

## وصلات خارجية
- كارستن فينجر على موقع الاتحاد الدولي للتجديف (الإنجليزية)
- كارستن فينجر على موقع اللجنة الأولمبية الدولية (الإنجليزية)
- كارستن فينجر على موقع أوليمبيديا (الإنجليزية)